# Beratende Kommission im Zusammenhang mit der Rückgabe NS-verfolgungsbedingt entzogenen Kulturguts, insbesondere aus jüdischem Besitz
Die Beratende Kommission im Zusammenhang mit der Rückgabe NS-verfolgungsbedingt entzogenen Kulturguts, insbesondere aus jüdischem Besitz wurde am 14. Juli 2003 eingerichtet und kann von Betroffenen in strittigen Fällen der Restitution von Raubkunst angerufen werden. Sie wird meist kurz Beratende Kommission oder Beratende Kommission NS-Raubgut genannt. Insbesondere zu Lebzeiten ihrer ersten Vorsitzenden Jutta Limbach (1934–2016) wurde sie auch Limbach-Kommission genannt.

## Funktionsweise
Die Kommission erarbeitet ihre Vorschläge im Sinne der Washingtoner Erklärung von 1998, mit der sich die Bundesrepublik verpflichtet hatte, bei Fällen von NS-Raubkunst die notwendigen Schritte zu unternehmen, um zu „fairen und gerechten Lösungen“ zu kommen.
Die Grundlage ihrer Tätigkeit ist laut der Präambel ihrer Verfahrensordnung die Absprache zwischen Bund, Ländern und kommunalen Spitzenverbänden aus dem Jahr 2003, die im Jahr 2016 überarbeitet wurde. Zu ihren Arbeitsgrundlagen zählt seit November 2016 auch eine Verfahrensordnung. Auf ihrer Website nennt die Kommission wiederum drei andere Dokumente als „Grundlagen“:
- die Washingtoner Erklärung aus dem Jahr 1998, auch „Washingtoner Prinzipien“ genannt;
- die Erklärung der Bundesregierung, der Länder und der kommunalen Spitzenverbände zur Auffindung und zur Rückgabe NS-verfolgungsbedingt entzogenen Kulturgutes, insbesondere aus jüdischem Besitz aus dem Jahr 1999;[5]
- die praxisorientierte „Handreichung“ aus dem Jahr 2001, die in den Jahren 2007 und 2019 überarbeitet wurde.

Die Kommission übernimmt eine Rolle als Mediatorin zwischen den betroffenen öffentlichen Sammlungen und den ehemaligen Eigentümern der Kulturgüter bzw. deren Erben und kann Empfehlungen für oder gegen eine Rückgabe aussprechen. Die Beratungen der Kommission sind vertraulich. Nach Auffassung des Bundes und der Stiftung Preußischer Kulturbesitz zeichnet sich die Kommission durch ihre „moralische Autorität“ aus. Voraussetzung für ein Verfahren ist, dass beide Seiten der Anrufung der Kommission zustimmen.
Seit 2015 betreibt das in diesem Jahr gegründete Deutsche Zentrum Kulturgutverluste (DZK) die Geschäftsstelle der Kommission. Die Geschäftsstelle der Kommission in der Seydelstraße 18 in Berlin ist eine Außenstelle des in Magdeburg ansässigen DZK. Sie sorgt für die Vorbereitung, Durchführung und Nachbereitung der Sitzungen.

## Rechtlicher Status
Nach Auffassung der Kommission handelt es sich bei ihr nicht um eine Behörde, sondern ein „vollkommen unabhängig“ agierendes „reines Beratungsgremium“, das Verwaltungsentscheidungen weder selbst treffe noch vorbereite. Nach Auffassung des Verwaltungsgerichts Magdeburg beruht ihre Tätigkeit nicht auf Rechtssätzen des öffentlichen Rechts und bemisst sich auch nicht daran. Ihre Abwägungsentscheidungen seien, der Funktion dieses Gremiums entsprechend, nicht rechtlich gebunden. Bei der Kommission, so das Verwaltungsgericht Magdeburg, „dürfte“ es sich um ein „Mischgebilde“ handeln, das weder seiner Organisation noch seiner Funktion nach dem Bund, den Ländern oder den Kommunen eindeutig zugeordnet werden kann. Jedenfalls sei die Kommission keine „Bundeseinrichtung […], die öffentlich-rechtliche Verwaltungsaufgaben“ wahrnehme. Insbesondere über die Beratende Kommission keine Beratungsfunktion gegenüber der Verwaltung aus.
Die Kommission wies auf ihre Unabhängigkeit hin, als sie sich im Jahr 2016 mit einem Vorwurf der Erbengemeinschaft Alfred Flechtheim auseinanderzusetzen hatte. Bei der Anhörung am 12. Februar 2016 war die Kommission nicht vollständig anwesend gewesen. Die Erbengemeinschaft sah darin nachträglich einen Verfahrensmangel. Die Kommission wies diesen Standpunkt mit mehreren Hinweisen zurück, nicht zuletzt mit dem Argument, sie sei auch hinsichtlich ihres Verfahrens unabhängig.

## Geschichte

### Einrichtung der Kommission (2003)
Die Beratende Kommission entstand in der Folge der Washingtoner Erklärung vom 3. Dezember 1998 sowie der gemeinsamen Erklärung von Bund, Ländern und der kommunalen Spitzenverbände vom 9. Dezember 1999. Ausschlaggebend für die Einrichtung der Beratenden Kommission war der letzte der in der Washingtoner Erklärung formulierten elf Grundsätze: „Die Staaten werden dazu aufgerufen, innerstaatliche Verfahren zur Umsetzung dieser Richtlinien zu entwickeln. Dies betrifft insbesondere die Einrichtung alternativer Mechanismen zur Klärung strittiger Eigentumsfragen.“
Die Kommission trat erstmals am 14. Juli 2003 unter der Leitung der Koordinierungsstelle für Kulturgutverluste in Magdeburg zu ihrer Gründungssitzung in Berlin zusammen und wählte Jutta Limbach zu ihrer Vorsitzenden.

### Rechtsstreit über Akteneinsicht (2013–2017)
Im Jahr 2007 endete das Verfahren Hans Sachs mit einer ablehnenden Entscheidung der Kommission. Der erfolglose Antragsteller war damit nicht einverstanden und zog vor Gericht. Im Jahr 2013 verlangte er Einsicht in die seinen Fall betreffenden Akten der Kommission.
Im September 2013 nahm die Geschäftsstelle der Kommission im Namen ihrer Vorsitzenden Stellung. Die Praxis der Kommission sehe so aus: Die von den Verfahrensbeteiligten eingereichten Akten werden jeweils auch der Gegenseite zugestellt. Ansonsten beschränken sich schriftlich vorliegende Dokumente zumeist auf eine summarische Wiedergabe von Akteninhalten, sie geben ohnehin keine Auskunft über die – spätere – Abwägung der Kommission hinsichtlich ihrer Empfehlung. Die Kommission habe sich bereits bei ihrer Gründung darauf verständigt, zu den Sitzungen nur Verlaufsprotokolle anfertigen zu lassen. Zudem würde eine Veröffentlichung von Unterlagen die Unabhängigkeit der Kommission beeinträchtigen. Ihre Tätigkeit sei nur möglich, wenn sie vertraulich bleibe.
Das Verwaltungsgericht Magdeburg urteilte im März 2015, die Beratende Kommission sei nicht verpflichtet, Dritten Einsicht in ihre Akten zu gewähren, da sie keine öffentlich-rechtlichen Verwaltungsaufgaben wahrnehme. Im März 2017 wurde die Klage des Antragstellers auf Akteneinsicht in zweiter Instanz zurückgewiesen mit der Begründung, die Beratende Kommission falle nicht unter das Informationsfreiheitsgesetz.

### Reformvorschläge (2015–2016)
Am 1. Januar 2015 wurde das Deutsche Zentrum Kulturgutverluste (DZK) als Nachfolger der Koordinierungsstelle Magdeburg gegründet. Auf einer Tagung des DZK am 28. November 2015 äußerte sich der Präsident der Stiftung Preußischer Kulturbesitz Hermann Parzinger zu einer möglichen Reform der Kommission. Den Vorschlag, dass die Empfehlungen der Kommission von den Verfahrensbeteiligten als verbindlich anerkannt werden müssten, bewertete er aus rechtlichen Gründen als „schwierig“; dies sei auch nicht nötig, da die Parteien immer den Rechtsweg einschlagen könnten. Anschließend machte er folgende Vorschläge für eine Reform:
- Parzinger hielt es für „gewiss wünschenswert und richtig“, dass die Kommission künftig auch tätig werden könne, wenn nur eine Seite das wünsche. Er regte an, dass öffentliche Einrichtungen in Deutschland sogar dazu verpflichtet werden könnten, vor die Beratende Kommission zu gehen, wenn keine Einigung mit den Antragstellern erzielt werden kann.
- Der Kommission hatten bisher nur nicht-jüdische Personen des öffentlichen Lebens angehört. Parzinger warb für den „schon vielfach diskutierten“ Vorschlag, dass Persönlichkeiten insbesondere aus jüdischen Opferorganisationen in der Kommission vertreten sein sollten, weil dies die Akzeptanz ihrer Empfehlungen verbessern würde.
- Parzinger hielt die Einführung einer Verfahrensordnung nach dem Vorbild von Schiedsverfahren für sinnvoll. Dies könne ebenfalls die Akzeptanz und darüber hinaus die Transparenz verbessern.
- Die Begründungen für die Empfehlungen der Kommission sollten veröffentlicht werden. Dies sei in letzter Zeit schon vermehrt so gemacht worden, es trage „erheblich zu mehr Transparenz und Akzeptanz bei“.
- Parzinger wies darauf hin, dass eine Umsetzung dieser Vorschläge die Arbeit der Kommission erheblich vermehren würde. Diese bräuchte dann mehr personelle Unterstützung. Statt der bisherigen Geschäftsstelle sei eher eine ganze Abteilung beim DZK erforderlich.

Öffentliche politische Unterstützung, insbesondere bei der Förderung nach der einseitigen Anrufbarkeit der Kommission und nach Transparenz der Entscheidungsfindung, kam von der Partei Die Linke.
Bezüglich der Forderung, ein jüdisches Mitglied in die Kommission zu berufen, meinte die Kulturstaatsministerin Monika Grütters Anfang März 2016, als sie sich in den Vereinigten Staaten aufhielt, man habe das aus guten Gründen nicht vor. Ein jüdisches Mitglied könne schließlich befangen sein. Damit löste sie Irritationen aus. In New York traf Grütters Ronald Lauder, den Präsidenten des Jüdischen Weltkongresses. Lauder sah ebenfalls Reformbedarf, er mahnte: „Es muss sichergestellt werden, dass sich deutsche Museen und Sammlungen einer Anrufung der Limbach-Kommission nicht widersetzen, dass deren Entscheidungen transparent und ausführlicher begründet sind, dass es klare Prozessregeln für die Parteien vor der Kommission gibt und dass ihre Besetzung die Perspektive der antragstellenden Opfer einbezieht.“
Unterdessen verschickten fünf mit Restitutionsbegehren befasste Rechtsanwälte aus Deutschland, Italien und den USA einen offenen Brief an Vertreter der Bundesregierung, in dem sie über die Kommission urteilten: „Der Mangel an Fairness, an Transparenz und Gerechtigkeit des Verfahrens ist offensichtlich.“ Sie forderten eine Formalisierung der Beratung und eine stärkere Verbindlichkeit der Empfehlungen der Kommission. Nach ihrer Rückkehr aus den USA lenkte Grütters ein. Sie teilte nun mit, sie befürworte die Berufung eines jüdischen Vertreters in die Kommission. Und man könne darüber hinaus „nach 13 Jahren guter Arbeit über einzelne Aspekte der Arbeitsordnung nachdenken“.
Wenig später, noch im März 2016, erschien ein Artikel in der Zeitschrift für offene Vermögensfragen, Rehabilitierungs- und sonstiges Wiedergutmachungsrecht (ZOV) mit dem Titel Dringender Reformbedarf bei der Limbach-Kommission. Darin schrieb der Anwalt Henning Kahmann, das größte Problem der Kommission sei, dass sie sich von der Washingtoner Prinzipien „unabhängig“ fühle und dazu beigetragen habe, die Wirksamkeit dieser Prinzipien „abzuschwächen“. Er wies auf die Reformforderungen von Hermann Parzinger hin und formulierte abschließend sechs an den Gesetzgeber gerichtete Forderungen. Insbesondere müssten die Washingtoner Prinzipien für die Kommission bindend gemacht werden (Nr. 1). Anstelle der bisher unverbindlichen Empfehlungen der Kommission müssten künftig „Verfahrensgarantien gelten, die denen von Schiedsgerichten im Profisport nicht nachstehen“ (Nr. 3). Ferner müsse bei Verdachtsfällen bzw. in der Provenienzforschung Transparenz sichergestellt werden (Nr. 4 bis 6).
Neben allgemeinen Reformforderungen wurde auch Kritik an einzelnen Entscheidungen der Kommission geübt, die im Zusammenhang mit dem Reformbedarf gesehen wurden, etwa die Entscheidung in der Sache L. Behrens & Söhne (2015) und die Flechtheim-Empfehlung (2016).

### Reform (2016)
Die vielfältige Kritik führte dazu, dass eine Reform der Kommission initiiert wurde. Im August 2016 wurde die Reform für den Herbst 2016 angekündigt. Die Kommission sei über die Reform bereits informiert worden, es müsse aber noch Konsens mit den politischen Akteuren hergestellt werden. Kulturstaatsministerin Grütters hatte zu diesem Zeitpunkt vor, zwei „Persönlichkeiten des jüdischen Lebens“ als Mitglieder zu berufen. Auch weitere Änderungen wurden in Aussicht gestellt, beispielsweise die Berufung neuer Mitglieder nur für eine begrenzte Zeit.
Die Linksfraktion im Deutschen Bundestag stellte am 20. September 2016 eine Kleine Anfrage an die Bundesregierung zur Reform der Kommission. Sie formulierte im Einzelnen 24 Fragen. Sie fragte beispielsweise danach, ob künftig auch andere als langjährige deutsche Staatsdiener in die Kommission aufgenommen werden sollen und ob die Maßstäbe, anhand deren die Kommission entscheidet, festgelegt werden sollen. Sie fragte, ob die Kommission künftig einseitig angerufen werden könne und wie verbindlich ihre Entscheidungen sein sollen. Sie fragte, wie die Unabhängigkeit der Kommission sichergestellt werde, wenn die Stiftung Deutsches Zentrum Kulturgutverluste einerseits Geschäftsstelle der Kommission und andererseits Berater öffentlicher Museen in Raubkunstfragen ist.
Am 2. November 2016 gab sich die Kommission eine Verfahrensordnung. Dies entsprach einer Reform, denn mit der neuen Verfahrensordnung waren wesentliche Änderungen in der Geschäftsordnung, im Mandat, in der Zusammensetzung der Mitglieder und der Dokumentierung der Empfehlungen verbunden. Anschließend beschloss das Bundeskabinett die entsprechende „Weiterentwicklung“ der Kommission; die Amtschefkonferenz der Länder stimmte zu und überwies die Kernpunkte an die Kultusministerkonferenz zur endgültigen Beschlussfassung. Dies teilte die Beratende Kommission in einer Pressemitteilung vom 10. November 2016 mit. Kulturstaatsministerin Grütters benannte darin folgende „Kernpunkte zur Weiterentwicklung“ (die nachfolgend hinzugefügten Verweise auf die Verfahrensordnung sind in der Pressemitteilung nicht enthalten):
- Die Kommission kann auf Seiten des über das Kulturgut Verfügenden künftig auch durch Private angerufen werden → § 1 (1) Verfahrensordnung.[3]
- Die Kommission wird auf (bis zu) zehn Mitglieder erweitert → § 2 (1) Verfahrensordnung.[3] Von diesen ist mindestens ein Mitglied jüdisch, um die Opferperspektive zu stärken.
- Die Transparenz wird verbessert, insbesondere durch die Veröffentlichung der Verfahrensordnung → § 6 (6) Verfahrensordnung.[3]
- Auch die Begründung der Empfehlungen wird veröffentlicht → § 6 (6) Verfahrensordnung.[3]

Nicht umgesetzt wurde die Forderung, dass die Kommission auch von nur einer Seite eingeschaltet werden kann. Nach wie vor ist das Einverständnis beider Seiten „Voraussetzung für das Tätigwerden der Kommission“.
Die Änderungen fanden ein zwiespältiges Echo. Soweit die Reform Parzingers Vorschlägen folgte, wurde sie in den Medien begrüßt. Andererseits wurde kritisiert, dass die Forderung nach einer einseitigen Anrufbarkeit der Kommission nicht aufgenommen wurde. Vermutlich seien Hunderte von Restitutionsanträgen steckengeblieben, weil sich die Museen einfach weigern könnten, die Kommission anzurufen. Der Präsident des Jüdischen Weltkongresses Ronald Lauder bezeichnete es als Problem, dass die Reform nicht per Gesetz durchgeführt worden sei und die Kommission nach wie vor nur tätig werde, wenn beide Streitparteien ihr Einverständnis dazu erteilen. Auch die Jewish Claims Conference kritisierte diesen Punkt. Monika Grütters hingegen meinte, die bisherige Regelung habe sich „bewährt“. Ein einseitiges Tätigwerden der Kommission käme außerdem der Einrichtung eines Gerichts nahe und wäre darum vermutlich verfassungswidrig. Dagegen wurde eingewandt, die bisherige Regelung bevorzuge die Museen übermäßig, und die Kommission könne kein Gericht sein, da sie nur rechtlich unverbindliche Empfehlungen abgebe.

### Memorandum zum weiteren Reformbedarf (2023)
Im September 2023 wurde das 20-jährige Bestehen der Beratenden Kommission mit einer Festveranstaltung im Jüdischen Museum Berlin gefeiert. Kurz zuvor hatte die Kommission zu diesem Anlass ein Memorandum veröffentlicht, in dem sie sich sehr deutlich zu weiterem Reformbedarf bekannte und von der Politik ein entsprechendes Restitutionsgesetz forderte. Die Kommission schrieb, dass die Zahl von bisher 23 Empfehlungen beziehungsweise 23 Anrufungen der Kommission zu gering sei, beispielsweise im Blick auf die rund 40.000 Sucheinträge und weitere 35.000 Fundeinträge in der Lost-Art-Datenbank. Das Problem sei hier, dass die Kommission bisher nur angerufen werden könne, wenn beide Parteien einverstanden sind. Die geringe Zahl der Verfahren führe zu der anhaltenden Kritik im In- und Ausland, dass die Bundesrepublik Deutschland sich nicht ernsthaft um Wiedergutmachung im Bereich der Kulturgüter bemühe. Die Kommission forderte, dass Betroffene auch ohne Einverständnis der Gegenseite ein Verfahren in Gang setzen können. Sie forderte außerdem eine stärkere „Bindungswirkung“ ihrer Entscheidungen. Ferner sei die Rückgabe von NS-Raubgut, das sich in privatem Eigentum befindet, bisher nur möglich, wenn der Eigentümer es freiwillig zurückgibt. Auch aus diesem Grund sei ein „umfassendes Restitutionsgesetz“ erforderlich.

### Reform (2024)
Im Oktober 2024 haben sich Bund, Länder und kommunale Spitzenvertreter nach anhaltende Kritik auf eine Reform des bisherigen Verfahrens zum Umgang mit im „Dritten Reich“ geraubten Kunstwerken geeinigt:
- Statt einer „Beratenden Kommission“ entscheidet zukünftig ein Schiedsgericht darüber, welche Kunstwerke, die sich in jüdischem Besitz befanden und sich aktuell in deutschen Museen befinden, an die Nachfahren restituiert werden müssen.
- Die Schiedsgerichte setzen sich aus Richtern zusammen, die von Vertretern der öffentlichen Seite, dem Zentralrat der Juden oder der Jewish Claims Conference ausgewählt werden.
- Die Entscheidungen des Schiedsgerichts sind bindend.
- „Einseitige Anrufbarkeit“ – das Schiedsgericht wird auch dann tätig, wenn nur die jeweilige Familie dies verlangt.[45]

Am 26. März 2025 haben Bund, Länder und Kommunale Spitzenverbände ein entsprechenden Verwaltungsabkommen unterzeichnet. Rechtsträger der Schiedsstelle ist das Deutsche Zentrum Kulturgutverluste (DZK) in Magdeburg. Sie soll an Stelle der Beratenden Kommission verbindlich und für die Parteien kostenfrei bei Rückgabestreitigkeiten über NS-verfolgungsbedingt entzogenes Kulturgut entscheiden.

## Mitglieder
Der Kommission gehörten ursprünglich acht Mitglieder an, die ohne zeitliche Begrenzung berufen wurden. Seit November 2016 sind es bis zu zehn Mitglieder; neue Mitglieder werden seitdem für eine Dauer von zehn Jahren berufen. Die Mitglieder sind „geeignete Persönlichkeiten mit juristischem, ethischem, kulturellem und historischem Sachverstand, die kein herausgehobenes politisches Amt bekleiden“ und in der Kommission ehrenamtlich tätig sind. Sie werden von der Beauftragten der Bundesregierung für Kultur und der Medien im Einvernehmen mit der Kultusministerkonferenz und den kommunalen Spitzenverbänden berufen.

### Aktuelle Besetzung
Derzeit sind Mitglieder:
- Hans-Jürgen Papier, ehemaliger Präsident des Bundesverfassungsgerichts (seit 2016, seit 2017 Vorsitzender)
- Wolf Tegethoff, Professor für Kunstgeschichte, ehemaliger Direktor des Zentralinstituts für Kunstgeschichte in München (seit 2008, seit 2017 stellvertretender Vorsitzender)
- Marieluise Beck, ehemalige Ausländerbeauftragte der Bundesregierung (seit 2018)
- Marion Eckertz-Höfer, ehemalige Präsidentin des Bundesverwaltungsgerichts (seit 2016)
- Raphael Gross, Schweizer Historiker, Präsident des Deutschen Historischen Museums und Inhaber des Lehrstuhls für Jüdische Geschichte und Kultur an der Universität Leipzig (seit 2016)
- Eva Lohse, ehemalige Oberbürgermeisterin von Ludwigshafen und Präsidentin des Deutschen Städtetags (seit 2018)
- Sabine Schulze, Kunsthistorikerin, ehemalige Direktorin des Museums für Kunst und Gewerbe Hamburg (seit 2018)
- Gary Smith, Geschäftsführender Direktor der American Academy in Berlin (seit 2016)
- Rita Süssmuth, ehemalige Bundestagspräsidentin (seit 2003)

### Ehemalige Mitglieder
Referenz:
- 2003–2016: Jutta Limbach, ehemalige Präsidentin des Bundesverfassungsgerichts (Vorsitzende)
- 2003–2008: Thomas W. Gaehtgens, Professor für Kunstgeschichte (stellvertretender Vorsitzender)
- 2003–2018: Reinhard Rürup, Professor für Geschichte (2008–2017 stellvertretender Vorsitzender, 2015–2017 amtierender Vorsitzender)
- 2003–2021: Dietmar von der Pfordten, Professor für Rechtsphilosophie
- 2003–2015: Richard von Weizsäcker, Bundespräsident a. D.
- 2003–2018: Ursula Wolf, Professorin für Philosophie
- 2003–2011: Günther Patzig, Professor für Philosophie
- 2011–2017: Hans-Otto Bräutigam, Jurist und Diplomat (Nachfolger von Günther Patzig)
- 2021–2024: Jürgen Rüttgers (CDU), ehemaliger Ministerpräsident des Landes Nordrhein-Westfalen (Stand Mai 2024)[49]

Von den ersten, ab 2003 tätigen acht Mitgliedern gehört aktuell (2024) nur Rita Süssmuth nach wie vor der Kommission an (siehe oben).

## Bisherige Empfehlungen
Bisher verabschiedete die Kommission folgende Empfehlungen:
| Jahr | Parteien | Gegenstand | Empfehlung | Refe- renz |
| ---- | --- | --- | --- | ---------- |
| 2005 | Julius Freund und Ehefrau Clara Freund (Erbengemeinschaft) ./. Bundesamt zur Regelung offener Vermögensfragen   | drei Gemälde von Carl Blechen und ein Aquarell von Anselm Feuerbach                                                                | Restitution |            |
| 2007 | Hans Sachs (Erbe) ./. Deutsches Historisches Museum                                                             | eine Sammlung von etwa 4.000 Plakaten                                                                                              | Verbleib im DHM (die Rückgabe wurde später vor Gericht erstritten, die Sammlung in Einzellose aufgeteilt versteigert)                 |            |
| 2008 | Laura Baumann (Erbe) ./. Land Hessen                                                                            | Gemälde von August von der Embde                                                                                                   | Verbleib in den Kunstsammlungen Kassel-Wilhelmshöhe und Entschädigung in Höhe von 10.000 Euro                                         |            |
| 2009 | Alexander Lewin (Erbengemeinschaft) ./. Bundesamt für zentrale Dienste und offene Vermögensfragen               | das Gemälde Bauernmädchen ohne Hut mit weißem Halstuch von Wilhelm Leibl                                                           | Restitution |            |
| 2011 | Robert Graetz (Erbe) ./. Land Berlin                                                                            | Gemälde Gutshof in Dangast und Selbstbildnis von Karl Schmidt-Rottluff                                                             | Restitution |            |
| 2013 | Paul Westheim (Erbin) ./. Stadt Neuss                                                                           | Gemälde Makabre Szene – Dachgarten der Irrsinnigen von Joachim Ringelnatz                                                          | Verbleib im Clemens Sels Museum Neuss und Entschädigung in Höhe von 7.000 Euro                                                        |            |
| 2013 | Alfred Flechtheim (Erbengemeinschaft) ./. Stadt Köln                                                            | Gemälde Portrait Tilla Durieux von Oskar Kokoschka                                                                                 | Restitution |            |
| 2014 | Kunsthändler Goldschmidt, Rosenbaum und Hackenbroch (Erbengemeinschaften) ./. Stiftung Preußischer Kulturbesitz | 42 Einzelstücke aus dem Welfenschatz                                                                                               | Ablehnung |            |
| 2014 | Clara Levy (Erbengemeinschaft) ./. Bayerische Staatsgemäldesammlungen                                           | Gemälde Drei Grazien von Lovis Corinth                                                                                             | Ablehnung |            |
| 2015 | George Eduard Behrens, Haupteigentümer von L. Behrens & Söhne (Erbengemeinschaft) ./. Stadt Düsseldorf          | Gemälde Pariser Wochentag von Adolph von Menzel                                                                                    | Ablehnung |            |
| 2015 | Ludwig Traube (Erbengemeinschaft) ./. Stadt Düsseldorf                                                          | Gemälde Stillleben mit Früchtekorb. Kürbis, Melone und Pfirsiche an einer Eiche von Abraham Mignon                                 | Verbleib bei der Stadt Düsseldorf und Ausgleichszahlung in Höhe von 200.000 Euro                                                      |            |
| 2016 | Alfred Flechtheim (Erbengemeinschaft) ./. Stiftung Kunstsammlung Nordrhein-Westfalen                            | Gemälde Nature morte (Violon et encrier) von Juan Gris                                                                             | Ablehnung |            |
| 2016 | Alfred Salomon (Erbengemeinschaft) ./. Stadt Gelsenkirchen                                                      | Gemälde Bacchanale von Lovis Corinth                                                                                               | Restitution |            |
| 2016 | Felix Hildesheimer (Erbengemeinschaft) ./. Franz Hofmann und Sophie Hagemann‐Stiftung                           | eine Violine des Geigenbauers Giuseppe Giovanni Guarneri                                                                           | Verbleib der Violine in der Stiftung und Ausgleichszahlung von 100.000 Euro (Marktwert abzüglich erforderlicher Restaurierungskosten) |            |
| 2017 | Max und Margarethe Rüdenberg (Erbengemeinschaft) ./. Stadt Hannover                                             | Aquarell Marschlandschaft mit rotem Windrad (Das Windrad) von Karl Schmidt-Rottluff                                                | Restitution |            |
| 2019 | Max Emden (Erbengemeinschaft) ./. Bundesrepublik Deutschland                                                    | Gemälde Ansicht des Zwingergrabens in Dresden und Ansicht der Karlskirche zu Wien (beide von Bernardo Bellotto, genannt Canaletto) | Restitution |            |
| 2019 | Dr. and Mrs. Max Stern Foundation als Erbe nach Max Stern ./. Bayerische Staatsgemäldesammlungen                | Gemälde Ulanen auf dem Marsch von Hans von Marées                                                                                  | Restitution mit Veräußerungssperre und Herausgabepflicht bei neuen Erkenntnissen für die Dauer von zehn Jahren                        |            |
| 2020 | Carl Hagen (Erbengemeinschaft) ./. Bayerische Staatsgemäldesammlungen                                           | Gemälde Das Zitronenscheibchen von Jacob Lucasz Ochtervelt                                                                         | Restitution; bei einer Veräußerung innerhalb von zehn Jahren erhält der Freistaat Bayern 50 % des Erlöses                             |            |
| 2021 | Max Fischer (Erbengemeinschaft) ./. Land Baden-Württemberg                                                      | Gemälde Geschwister von Erich Heckel                                                                                               | Restitution |            |
| 2021 | Heinrich Rieger (Erbengemeinschaft) ./. Stadt Köln                                                              | Aquarell Kauernder weiblicher Akt von Egon Schiele                                                                                 | Restitution |            |
| 2021 | Kurt und Else Grawi (Erbengemeinschaft) ./. Stadt Düsseldorf                                                    | Gemälde Füchse von Franz Marc | Restitution |            |
| 2021 | Robert Graetz (Erbengemeinschaft) ./. Stiftung Stadtmuseum Berlin                                               | Gemälde Portrait Alfred Kerr von Lovis Corinth                                                                                     | keine Restitution |            |
| 2023 | Erben nach Hedwig Lewenstein Weyermann und Irma Lewenstein Klein ./. Bayerische Landesbank                      | Gemälde Das bunte Leben von Wassily Kandinsky                                                                                      | Restitution |            |
| 2024 | Erben nach Max und Martha Liebermann ./. Kulturstiftung Sachsen-Anhalt, Kunstmuseum Moritzburg Halle (Saale)    | Zeichnung Bauarbeiter (auch Maurer beim Bau) von Adolph von Menzel                                                                 | Restitution |            |